# Omero Antonutti
Omero Antonutti (ur. 3 sierpnia 1935 w Basiliano, zm. 5 listopada 2019 w Udine) – włoski aktor filmowy i teatralny. Wystąpił w roli ojca w dramacie biograficznym Paola i Vittoria Tavianich We władzy ojca (1977).

## Filmografia

### Filmy
- 1977: We władzy ojca jako ojciec
- 1984: Chaos jako Luigi Pirandello
- 1988: El Dorado jako Lope de Aguirre
- 1994: Farinelli: ostatni kastrat jako Nicola Porpora
- 1994: Genezis – od stworzenia do potopu (TV) jako Ludovico Salducci, Renaty
- 2007: Dziewczyna z jeziora jako ojciec Maria
- 2008: Cud w wiosce Santa Anna jako Don Jaime Astarloa

### Dubbing
- 1998: Opowieść o mumii jako sir Richard Turkel (głos)
- 1999: Jeździec bez głowy jako Burgomaster (głos)
- 2001: Władca Pierścieni: Drużyna Pierścienia jako Saruman (głos)
- 2002: Władca Pierścieni: Dwie wieże jako Saruman (głos)
- 2004: Władca Pierścieni: Powrót króla jako Saruman (głos)
- 2005: Gwiezdne wojny: część III – Zemsta Sithów jako Hrabia Dooku (głos)
- 2007: Simpsonowie: Wersja kinowa jako Russ Cargill (głos)
- 2007: Arka Noego jako Noe (głos)
- 2009: 9 jako Numer 1 (głos)
- 2011: Polowanie na czarownice jako kardynał D’Ambroise (głos)
- 2012: Frankenweenie jako pan Rzykruski (głos)
- 2012: Mroczne cienie jako Silas Clarney (głos)
- 2012: Hobbit: Niezwykła podróż jako Saruman (głos)
- 2014: Hobbit: Bitwa Pięciu Armii jako Saruman (głos)